# Gary Ross
Gary Ross (* 3. November 1956 in Los Angeles) ist ein US-amerikanischer Regisseur, Produzent und Drehbuchautor.

## Biografie
Gary Ross ist der Sohn des Drehbuchautors Arthur A. Ross (1920–2008). Er besuchte die University of Pennsylvania und war schon als Jugendlicher politisch interessiert. 1972 arbeitete Ross für einen Kongressabgeordneten. 1980 unterstützte er die Präsidentenkampagne Ted Kennedys und arbeitete später als Redenschreiber für so bekannte Politiker wie Michael Dukakis oder Bill Clinton. Nachdem er erfolglos zwei Bücher geschrieben hatte, zog er nach Hollywood und tat es seinem Vater gleich, der sich als Drehbuchautor mit Filmen wie Das große Rennen rund um die Welt (1965) oder Brubaker (1980) einen Namen gemacht hatte. Zwischenzeitlich arbeitete er auf einem Fischerboot, studierte bei Stella Adler Schauspiel und siegte bei der amerikanischen Quizsendung Tic Tac Dough, was ihm einen Gewinn von 50.000 US-Dollar einbrachte.
Der Durchbruch als Drehbuchautor gelang Ross 1988 mit seinem vierten Skript zu Penny Marshalls preisgekröntem Spielfilm Big, bei dem er auch als Koproduzent auftrat. Er schrieb es gemeinsam mit Anne Spielberg, der Schwester von Steven Spielberg. Die Rollentauschkomödie erzählt die Geschichte eines Zwölfjährigen, der sich mit Hilfe eines Jahrmarktsautomaten den Wunsch erfüllt erwachsen zu sein. Obwohl sich ähnlich gestaltete Filme wie Endlich wieder 18 oder Wie der Vater, so der Sohn (beide 1987) zuvor am US-Markt nicht hatten durchsetzen können, übernahm die 20th Century Fox Regie und Verleih und Big avancierte zum überraschenden Erfolg bei Kritikern und Publikum. Für den Film, der Hauptdarsteller Tom Hanks als Karrieresprungbrett dienen sollte, erhielt Ross seine erste Oscarnominierung und den Saturn Award. Auch in Deutschland hatte der Film ein positives Echo. Big wirke komisch und rührend zugleich, „er läßt uns nachdenken über eine Welt, die technisch zwar hochentwickelt ist, emotional aber auf dem Stand des Steinzeitalters zu verharren droht“, so der bundesdeutsche film-dienst. Vier Jahre später lieferte Ross das Skript zu Fred Schepisis Komödie Mr. Baseball, in der Tom Selleck als überheblicher Baseballprofi zu sehen ist, der nach Japan abgeschoben wird und sich mit dem dortigen Sport- und Kulturstil zurechtfinden muss.
An den Erfolg von Big anknüpfen konnte Ross mit dem Drehbuch zu Ivan Reitmans Kinofilm Dave (1993) mit Kevin Kline und Sigourney Weaver in den Hauptrollen. Die Satire hat die Ersetzbarkeit von Politikern zum Thema und handelt von einem politisch aktiven Präsidentendouble, das nach dem Schlaganfall des echten US-Präsidenten das Amt übernimmt. Daraufhin beginnt er im Gegensatz zu seinem Vorgänger die soziale Verantwortung des demokratischen Staates ernst zu nehmen. Der Lohn waren weitere Nominierungen für den Oscar und den Preis der Writers Guild of America.
Nach einem Filmskript zu Daniel Petries Lassie-Verfilmung (1994) und der Produzentenrolle bei Jonathan Lynns Komödie Noch dümmer (1997) gab Ross 1998 sein Regiedebüt, dessen Drehbuch er verfasste und auch produzierte. Pleasantville – Zu schön, um wahr zu sein, mit Tobey Maguire, Reese Witherspoon, William H. Macy, Joan Allen und Jeff Daniels in den Hauptrollen stellt zwei Geschwister aus den 1990er Jahren in den Mittelpunkt, die in der schwarz-weißen Welt einer amerikanischen 1950er-Vorstadtserie landen. Je mehr sich die beiden Jugendlichen in der heilen Welt der fiktiven Kleinstadt Pleasantville einmischen, desto mehr Farbe bekommt die Parallelwelt, woraufhin bald Eifersucht, Missgunst und Gewalt Einzug halten. Die „meistens clevere, manchmal etwas plumpe Abrechnung mit Eskapismus und konservativem Zeitgeist“ wurde mit zahlreichen Auszeichnungen bedacht, unter anderem mit drei Oscarnominierungen, während Ross den Satellite Award für sein Drehbuch gewann. Außerdem zeichnete ihn die Producers Guild of America, die Vereinigung der amerikanischen Filmproduzenten, als vielversprechendsten Produzenten aus.
Der bisherige Höhepunkt in Ross’ Karriere folgte 2003 mit dem Drama Seabiscuit – Mit dem Willen zum Erfolg, für das sich der Amerikaner einmal mehr als Regisseur, Drehbuchautor und Filmproduzent verantwortlich zeigte und erneut Toby Maguire die Hauptrolle anvertraute. Der Film erzählt die Geschichte des überalterten, krummbeinigen Pferdes Seabiscuit, das in Zeiten der Weltwirtschaftskrise in den 1930er Jahren zum Seriensieger und zum Symbol der Hoffnung avanciert. Der Film spielte an den US-Kinokassen mehr als 120 Mio. US-Dollar ein und erhielt zwei Golden-Globe- und sieben Oscarnominierungen, darunter in den Kategorien Bester Film und Drehbuch. Ross wurde neben so bekannten Filmemachern wie Clint Eastwood (Mystic River) oder Peter Weir (Master & Commander – Bis ans Ende der Welt) für den Regiepreis der Directors Guild of America nominiert. Die deutsche Fachpresse jedoch reagierte auf den Film gespalten. Fritz Göttler (Süddeutsche Zeitung) sah einen „klassischen Suspensefilm“, dicht und authentisch, mit großartigen Figuren und starker Spannung, während Peter Körte (Frankfurter Allgemeine Zeitung) das Drehbuch als „schablonenhaft“ kritisierte und dem Film zu viel hollywoodsches Pathos und Kitsch anlastete.
Nach dem Erfolg von Seabiscuit war Ross fast nur noch als Produzent tätig. 2009 wurde er als Drehbuchautor mit einem Filmprojekt über den siebenmaligen Tour-de-France-Sieger Lance Armstrong in Verbindung gebracht, bei dem Frank Marshall die Regie übernehmen sollte.
Einen weltweiten Erfolg hatte Gary Ross 2012 mit dem Film Die Tribute von Panem – The Hunger Games (The Hunger Games), bei dem er auch am Drehbuch mitschrieb. 2016 inszenierte er Free State of Jones.
Gary Ross ist mit Allison Thomas verheiratet. Aus der Ehe gingen eine Tochter und ein Sohn hervor. Er ist Eigentümer der Filmproduktionsfirma Larger Than Life Productions, mit der er unter anderem den Animationsfilm Despereaux – Der kleine Mäuseheld (2008) produzierte, für das er auch das Drehbuch schrieb. Sporadisch trat er auch in kleinen Rollen als Schauspieler (unter anderem in Dave und Seabiscuit) in Erscheinung.

## Filmografie

### Regie
- 1998: Pleasantville – Zu schön, um wahr zu sein (Pleasantville)
- 2003: Seabiscuit – Mit dem Willen zum Erfolg (Seabiscuit)
- 2011: Die Tribute von Panem – The Hunger Games (The Hunger Games)
- 2016: Free State of Jones
- 2018: Ocean’s 8

### Drehbuch
- 1988: Big
- 1992: Mr. Baseball
- 1993: Dave
- 1994: Lassie
- 1998: Pleasantville – Zu schön, um wahr zu sein (Pleasantville)
- 2003: Seabiscuit – Mit dem Willen zum Erfolg (Seabiscuit)
- 2008: Despereaux – Der kleine Mäuseheld (The Tale of Despereaux)
- 2011: Die Tribute von Panem – The Hunger Games (The Hunger Games) Koautor
- 2018: Ocean’s 8

### Produktion
- 1988: Big (Koproduzent)
- 1997: Noch dümmer (Trial and Error)
- 1998: Pleasantville – Zu schön, um wahr zu sein (Pleasantville)
- 2003: Seabiscuit – Mit dem Willen zum Erfolg (Seabiscuit)
- 2008: Despereaux – Der kleine Mäuseheld (The Tale of Despereaux)

## Auszeichnungen (Auswahl)
Oscar
- 1989: nominiert in der Kategorie Bestes Originaldrehbuch für Big
- 1994: nominiert in der Kategorie Bestes Originaldrehbuch für Dave
- 2004: nominiert in den Kategorien Bester Film und Bestes adaptiertes Drehbuch für Seabiscuit

Broadcast Film Critics Association Award
- 2004: nominiert als Bester Drehbuchautor für Seabiscuit

Directors Guild of America
- 2004: nominiert in der Kategorie Beste Regie für Seabiscuit

Goldene Himbeere
- 1995: Schlechtestes Drehbuch für Flintstones – Die Familie Feuerstein

Hochi Film Award
- 2004: Bester fremdsprachiger Film für Seabiscuit

Humanitas-Preis
- 2004: nominiert in der Kategorie Bester Film für Seabiscuit

PGA Awards
- 1999: Vielversprechendster Filmproduzent für Pleasantville
- 2004: nominiert als Bester Filmproduzent für Seabiscuit

Satellite Awards
- 1999: Bestes Drehbuch und nominiert in den Kategorien Bester Film (Komödie oder Musical) und Beste Regie für Pleasantville
- 2004: nominiert in der Kategorie Bestes adaptiertes Drehbuch für Seabiscuit

Saturn Award
- 1989: Bestes Drehbuch für Big
- 1999: nominiert als Bester Drehbuchautor für Pleasantville

USC Scripter Award
- 2004: Bestes Buch/Drehbuch für Seabiscuit (gemeinsam mit Mystic River)

Writers Guild of America
- 1989: nominiert in der Kategorie Bestes Originaldrehbuch für Big
- 1994: Paul-Selvin-Ehrenpreis und nominiert in der Kategorie Bestes Originaldrehbuch für Dave
- 2004: nominiert in der Kategorie Bestes adaptiertes Drehbuch für Seabiscuit